# Реакція Анрі
Реакція Анрі (англ. Henry reaction) — взаємодія альдегідів або кетонів з нітроалканами при каталітичній дії основ з утворенням нітроспиртів або нітроалкенів.
Більш складний приклад діастереоселективної реакції Анрі показано нижче.